# 阿姆茨湖
52°53′43″N 13°53′15″E / 52.89528°N 13.88750°E

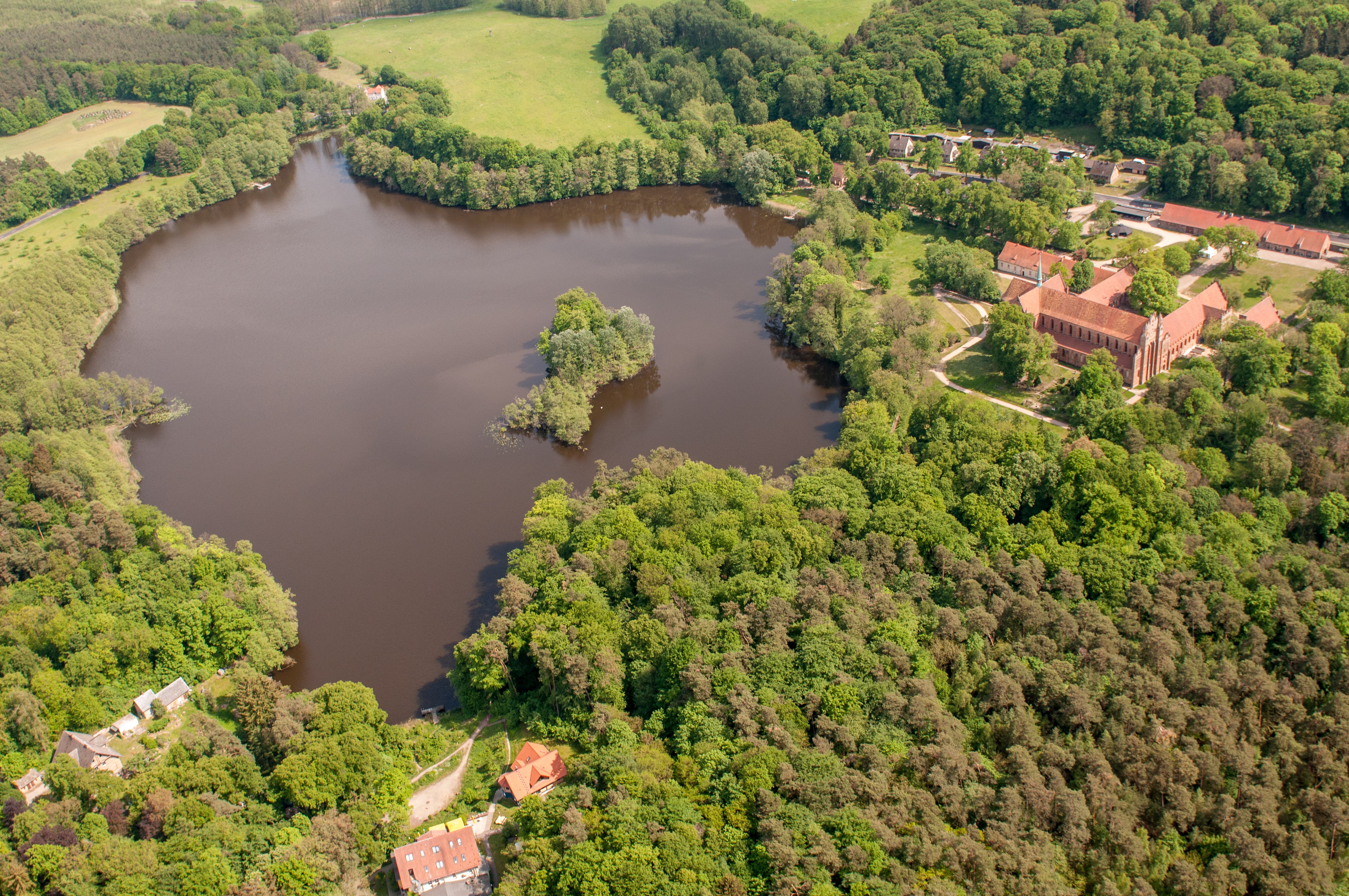

阿姆茨湖（德語：Amtssee），是德國的湖泊，位於該國東北部，由勃蘭登堡州負責管轄，處於巴爾尼姆縣，長0.6公里、寬0.4公里，面積0.13平方公里，海拔高度41米，最大水深6.5米。